# NA-2045
La NA-2045 comunica con la NA-2040 el pueblo de Azparren. No es una carretera asfaltada. Desde Elcoaz hasta el pueblo o caserío de Aristu, es una pista de cemento. Desde Aristu hasta Azparren es una pista forestal para todoterreno.

## Recorrido
| Denominación | Kilómetro | Salida               | Carretera            | Dirección                               |
| ------------ | --------- | -------------------- | -------------------- | --------------------------------------- |
| NA-2045      | 0         |                      | NA-2040              | Oroz-Betelu Auritz/Burguete Aoiz/Agoitz |
| NA-2045      | 3         | Travesía de Azparren | Travesía de Azparren | Travesía de Azparren                    |
| NA-2045      | 3         |                      |                      | Aristu                                  |

- Datos: Q12264055